# Friedrich von Berchtold

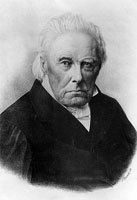
Friedrich Graf von Berchtold

Friedrich Graf von Berchtold, Freiherr von Ungarschitz (tschechisch: Bedřich Karel Eugen Všemír (Wssemjr) hrabě von Berchtold, svobodný pán z Uherčic; * 25. Oktober 1781 in Stráž nad Nežárkou Böhmen; † 3. April 1876 in Buchlovice Mähren), Sohn des Oberstleutnants und Bergrates Prosper Anton v. Ungarschitz und dessen dritter Ehefrau Maria Anna Weiser, war ein habsburgisch-böhmischer, k. k. und k. u. k. österreichischer Arzt und Botaniker. Sein offizielles botanisches Autorenkürzel lautet „Bercht.“

## Leben und Wirken
Die Wurzeln der von Berchtold liegen in Österreich. Friedrich von Berchtold promovierte 1804 zum Dr. med. und gehörte anschließend der Medizinischen Fakultät der Prager Universität an. Neben seiner Tätigkeit als praktischer Arzt beschäftigte er sich eingehend mit den Naturwissenschaften, insbesondere der Botanik. Er unternahm mehrere Forschungsreisen durch Europa, in den Mittleren Osten und nach Brasilien. Zu seinen wissenschaftlichen Veröffentlichungen gehört auch ein sechsbändiges Werk über die Flora Böhmens.
Friedrich von Berchtold war ein Fürsprecher der Nationalen Wiedergeburt der Tschechen. Zusammen mit seinem Bruder Leopold von Berchtold (nicht sein Großneffe der spätere Außenminister Leopold Berchtold) war er an der Gründung des Prager Nationalmuseums beteiligt.
1805 sammelte er mit Ferdinand von Geramb 65.000 Gulden an Spenden, für die von einer Hungersnot bedrohten Bewohner des Riesengebirges.

## Schriften
- Ökonomisch-technische Flora Böhmens nach einem ausgedehntern Plane bearbeitet. 6 Bände, Prag 1836–1843
- Die Kartoffeln. Deren Geschichte, Charakteristik, Nützlichkeit, Schädlichkeit, Kultur, Krankheiten etc., mit ausführlichen Angaben ihrer industriellen Anwendung. Prag 1842
- WorldCat